# 山田摩衣
山田摩衣（日语：／ Yamada Mai；1990年1月10日—），臺灣政治人物，民主進步黨籍，父親為日本人、母親為臺灣人。童星出身，曾任民進黨全國黨代表、前立法委員高志鵬服務處副主任、立法院院長游錫堃秘書。

## 選舉紀錄
| 年度 | 選舉屆數             | 選舉區           | 所屬政黨   | 得票數 | 得票率 | 當選標記 | 備註  |
| ---- | -------------------- | ---------------- | ---------- | ------ | ------ | -------- | ----- |
| 2022 | 第四屆新北市議員選舉 | 新北市第五選舉區 | 民主進步黨 | 19,740 | 7.70%  |          | [ 3 ] |

## 影劇作品
曾參與江蕙MV《金針花》，民視連續劇《長男的媳婦》，台視連續劇《流氓教授》、《望鄉》、《一生緣》，及三立連續劇《甘味人生》的演出。

## 外部連結
- 山田摩衣的Facebook專頁
- 山田摩衣的Instagram帳戶